# Charles-Alphonse Du Fresnoy
Pour les articles homonymes, voir Dufresnoy.
Charles-Alphonse Du Fresnoy ou Dufresnoy, né en 1611  à Paris et mort en 1668 fut un peintre, un critique d'art et un poète français.
Il fut l'élève de Simon Vouet et de François Perrier, et l'ami de Pierre Mignard, avec lequel il visita l'Italie. Le Musée du Louvre possède de cet artiste un Groupe de Naïades, le Musée d'Évreux une Sainte Marguerite foulant aux pieds un dragon et le Musée des beaux arts de Dijon une huile sur toile Allégorie de la Peinture . 
Ces trois compositions ont moins contribué à sa réputation que son poème latin sur la peinture :
- De Arte graphica, publié après sa mort par Roger de Piles, Paris, 1668, avec une traduction en prose et des notes estimées.

Renou en donna une 2e traduction, en vers français, 1789, et Antoine Rabany une 3e, en 1810. Enfin cet ouvrage a été traduit en vers anglais par John Dryden.

## Œuvre

### Théorie
Le peintre anglais William Turner fait référence à ses théories dans un tableau de 1831, conservé à la Tate Britain de Londres. Intitulé, Étude de Watteau selon les règles de du Fresnoy, il illustre un de ses principes coloristiques, selon lequel le blanc «peut porter un objet en arrière, ou le rapprocher».

### Peinture
- Allégorie de la Peinture, v.1650, huile sur toile, 62,8 x 77,5 cm, Musée des beaux-arts de Dijon
- Sainte Marguerite foulant aux pieds le dragon, 1656, huile sur toile, 230 × 170cm, Musée d'Évreux
- De Arte graphica, 1668,  Texte en ligne

### Dessins
- Paris, Beaux-Arts de Paris : 
  - Vénus reçoit de Vulcain les armes d'Enée, plume, encre brune et lavis brun. Diamètre : 0,177 m[3]. Autre Vénus reçoit de Vulcain les armes d'Enée, plume, encre brune et lavis brun. H. 0,148 ; L. 0,133 m[4]. Ces deux dessins correspondent à deux étapes de réflexion très proches sur un même sujet, tiré de l'Enéide. La forme du tondo évoque la préparation d'un décor. L'esthétique tient à l'utilisation du pinceau pour une scène nocturne où motifs et histoire semblent arrachés au fond sombre[5].
  - Armide découvrant Renaud endormi, plume et encre brune, lavis brun et rehauts de blanc sur papier gris-bleu. H. 0,238 ; L. 0,321 m[6]. On connaît au moins sept tableaux de Dufresnoy illustrant des épisodes de la Jérusalem délivrée du Tasse. L'intérêt du peintre semble s'être concentré sur l'histoire de Renaud et Armide. L'artiste a peint pas moins de trois versions de l'épisode d'Armide découvrant Renaud endormi. Le dessin, d'une exécution très picturale, montre l'intérêt inhabituel du peintre pour les détails vestimentaires et décoratifs, les armes du héros et le char de la magicienne notamment. La mise au carreau le désigne comme présentation destinée au commanditaire[7].